# Molophilus procericornis
Molophilus procericornis är en tvåvingeart som beskrevs av Alexander 1931. Molophilus procericornis ingår i släktet Molophilus och familjen småharkrankar. Inga underarter finns listade i Catalogue of Life.